# Бисеровский сельсовет (Виноградовский район)
Бисеровский сельсовет — упразднённая административно-территориальная единица, существовавшая на территории Московской губернии и Московской области до 1954 года.
Бисеровский сельсовет был образован в первые годы советской власти. По данным 1919 года он входил в состав Загорновской волости Бронницкого уезда Московской губернии.
По данным 1926 года в состав сельсовета входил 1 населённый пункт — село Бисерово.
12 июля 1929 года Бисеровский с/с был отнесён к Ашитковскому району Коломенского округа Московской области.
23 июля 1930 года Коломенский округ был упразднён и Ашитковский район перешёл в прямое подчинение Московской области.
31 августа 1930 года Ашитковский район был переименован в Виноградовский.
17 июля 1939 года к Бисеровскому с/с было присоединено селение Надеждино упразднённого Ивановского с/с.
14 июня 1954 года Бисеровский с/с был упразднён. При этом его территория была передана в Юровский с/с.